# Koga, Ibaraki

Koga (古河市 Koga-shi?) este un municipiu din Japonia, prefectura Ibaraki.